# Soul Man (canción)
"Soul Man" es una canción de 1967 escrita y compuesta por Isaac Hayes y David Porter, que tuvo su primer éxito como sencillo alcanzando el número 2 de la mano del dúo de soul Sam & Dave del sello Atlantic Records, formado por Samuel "Sam" Moore y David "Dave" Prater. En 2019, "Soul Man" fue seleccionada para entrar en el Registro Nacional de Grabaciones de la Biblioteca del Congreso de Estados Unidos por su "relevancia cultural, histórica y estética".

## Historia y antecedentes de la canción
El coautor Isaac Hayes encontró la inspiración para "Soul Man" en la revuelta del Movimiento por los Derechos Civiles en Estados Unidos de la década de 1960. En julio de 1967, al ver las noticias en televisión sobre los disturbios en Detroit (Michigan), Hayes notó que los residentes negros habían marcado edificios que no habían sido destruidos durante los disturbios con la palabra "soul" (alma en inglés). La mayoría eran edificios de instituciones gestionadas o propiedad de afroamericanos. Relacionando este hecho con la historia bíblica de la Pascua, Hayes y su compañero de composición David Porter tuvieron la idea, en palabras de Hayes, de "una historia sobre la lucha de uno para superar sus condiciones actuales. Es casi una melodía para decir orgulloso , 'Soy un hombre de alma'. Es una cuestión de orgullo".
Sam canta el primer verso y Dave se une al coro. Dave canta el segundo verso y Sam se une al coro. Sam canta el tercer verso, con Dave uniéndose al coro, seguido de una breve sección de puente de Dave y luego una coda, en la que tanto Sam como Dave repiten la frase del título medio paso hacia arriba, antes del desvanecimiento de la canción.
La frase "Tócala, Steve" que se escucha en la canción se refiere al guitarrista Steve Cropper de los Booker T. & the MG's, la banda de la discográfica que aportó la instrumentación en esta canción y en otros sencillos de Sam y Dave. Cropper tocó la guitarra tanto en la grabación original de Sam y Dave como en las versiones en vivo y en estudio de los Blues Brothers.
Publicado en el sello Stax distribuido por Atlantic para el que trabajaban Hayes y Porter, "Soul Man" de Sam y Dave fue el sencillo de Stax más exitoso hasta la fecha tras su lanzamiento. El sencillo alcanzó el número 1 en la lista Billboard Hot Black Singles. "Soul Man" llegó al número 2 en el Billboard Hot 100 en los Estados Unidos durante el otoño de 1967. Fuera de los EE. UU., alcanzó el puesto número 2 en Canadá. "Soul Man" recibió el premio Grammy de 1968 a la mejor interpretación de rhythm & blues por un grupo vocal o instrumental.

## Grabación original y alternativa
Durante la misma sesión, se grabaron dos versiones de "Soul Man" y ambas se lanzaron posteriormente. La clara diferencia entre las dos versiones se puede encontrar dentro de los primeros 30 segundos de la canción. Una versión abre la melodía con un Sam Moore más entusiasta cantando las palabras "Comin' to you...", mientras que en la otra versión, la línea lírica de apertura no es tan entusiasta. La última versión es la versión más disponible en todos los formatos; la versión anterior, en vinilo prensado original de 45 rpm, tiende a ser más difícil de encontrar, pero es la versión que se reproduce con más frecuencia en la radio. Las diferentes versiones se grabaron para los lanzamientos mono (single) y estéreo (álbum) de la canción.

## Personal
- Voces de Sam Moore y Dave Prater
- Instrumentación de Booker T. & the MG's y los Mar-Keys Horns

## Otras versiones
- Paul Revere & The Raiders hicieron una versión de "Soul Man" en su álbum de 1967 Goin 'to Memphis.
- La banda psicodélica Rotary Connection hizo una versión de la canción con elementos añadidos de música barroca en su álbum debut homónimo de 1968.
- Los Quandos, grupo vocal español, lanzó la primera versión con letra en español, escrita por José Manuel Vidal e incluida en un recopilatorio, editado por el sello Marfer Records, titulado Marfer Parade, publicado en 1968.
- El miembro de la banda de James Brown, Sweet Charles Sherrell, grabó la canción para su álbum debut en solitario de 1974, Sweet Charles: For Sweet People, en el sello People Records de James Brown.
- Los Blues Brothers interpretaron la canción en el episodio del programa de televisión Saturday Night Live que presentó Carrie Fisher a finales de noviembre de 1978, y luego lanzaron la canción como sencillo, que alcanzó en febrero de 1979 el número 14 en Estados Unidos y el número 19 en Canadá. También se usó como tema para la serie de comedia de ABC de finales de la década de 1990, Soul Man, protagonizada por Dan Aykroyd.
- La canción fue interpretada por Lou Reed y Sam Moore en la banda sonora de la película de comedia Soul Man de 1986, con el apoyo de un videoclip. Esta versión alcanzó el número 30 en la lista de singles del Reino Unido.
- En 1989, la banda de reggae Los Pericos de Argentina hizo su versión del tema en su álbum Maxi Brites.
- Howard Hewett hizo una versión de "Soul Man" como tema principal de la temporada 2 de la serie de televisión Hangin' with Mr. Cooper de la cadena ABC en 1993, protagonizada por Mark Curry. La canción fue un reemplazo temporal del tema original, que fue interpretada por los miembros del elenco actoral Holly Robinson y Dawnn Lewis, quienes dejaron la serie después del final de la temporada 1 y finalmente fue el resultado de la partida de Lewis.
- Ted Nugent a menudo interpreta "Soul Man" en sus shows en vivo, al igual que Prince durante su gira de Musicology de 2004.
- En 2004, la canción fue interpretada por el dúo cómico Drake Bell y Josh Peck en su comedia de situación Drake & Josh en el episodio "Blues Brothers". La canción apareció en la banda sonora del programa, lanzada en 2005.
- En 2007, el cantante australiano Guy Sebastian hizo una versión de la canción en su cuarto álbum, The Memphis Album , que incluía a Steve Cropper y Donald "Duck" Dunn, quienes habían actuado en la grabación original de "Soul Man" 40 años antes y habían sido miembros de la banda The Blues Brothers.
- En 2012, Jermaine Paul, ganador de la segunda temporada de The Voice, lo lanzó como un sencillo en el que se unió a su mentor y entrenador ganador Blake Shelton. El sencillo alcanzó el número 108, apareciendo en el listado Bubbling Under Hot 100 Singles.[6]

## Posición en las listas

### Listas semanales
Sam & Dave
| Listas (1967)                          | Posición alcanzada |
| -------------------------------------- | ------------------ |
| Canada RPM Top Singles                 | 2                  |
| Reino Unido (Official Charts Company)  | 24                 |
| Estados Unidos (Billboard Hot 100)     | 2                  |
| Estados Unidos (Hot R&B/Hip-Hop Songs) | 1                  |
| US Cash Box Top 100                    | 1                  |

Blues Brothers
| Listas (1978–79)                   | Posición alcanzada |
| ---------------------------------- | ------------------ |
| Canada RPM Top Singles             | 19                 |
| Estados Unidos (Billboard Hot 100) | 14                 |
| US Cash Box Top 100                | 9                  |